# سهره پری‌شاهرخی
سهره پری‌شاهرخی (نام علمی: Linurgus olivaceus) یک پرنده کوچک از راسته گنجشک‌سانان از تیرهٔ سهرگان است. این پرنده در آفریقا یافت می‌شود و بومی بوروندی، کامرون، جمهوری دموکراتیک کنگو، گینه استوایی، کنیا، مالاوی، نیجریه، رواندا، سودان جنوبی، تانزانیا و اوگاندا است. این پرنده در جنگل‌های کوهستانی همیشه‌سبز و نمناک نیمه‌گرمسیری یا گرمسیری زندگی می‌کند.